# Chuck Talhami
Chuck Talhami (* 1935 in Bethlehem; † 3. Dezember 2013) war ein US-amerikanischer Boxtrainer libanesisch-palästinensischer Abstammung.

## Leben
Talhami wurde als Sohn einer libanesischen Mutter und eines palästinensischen Vaters geboren. Sein Vater war Filmproduzent. Talhami ging in England zur Schule, später arbeitete er, der fünf Sprachen beherrschte, für die Vereinten Nationen im Libanon und in Kanada als Übersetzer.
Ab 1968 war er als Boxtrainer tätig. Er betreute als solcher Boxer im 5th Street Gym in Miami Beach im US-Bundesstaat Florida und arbeitete mit Trainern wie Angelo Dundee, Eddie Futch, Freddie Brown, Ray Arcel und Cus D’Amato zusammen. Zeitweise gehörte Talhami zum Trainerstab von Muhammad Ali. Er betreute ebenfalls seinen Bruder Eddie Talhami, der Berufsboxer in den Gewichtsklassen Halbschwer- und Schwergewicht war. Talhamis erster Weltmeister war Claude Noel aus Trinidad und Tobago, der im September 1981 den Titel im Leichtgewicht gewann. Zu den weiteren bekannten Boxern, die er betreute, gehören Hector Camacho, Louis Acariès, Vinnie Curto, Mickey Rourke, Victor Galíndez und Jimmy Ellis.
Ab April 1993 arbeitete er für den Hamburger Boxstall Universum. Dort betreute er gemeinsam mit Enno Werle den damaligen WBO-Weltmeister Markus Bott, der seinen Titel Ende Juni 1993 nach einer Niederlage abgeben musste. Im September 1994 führte Talhami Dariusz Michalczewski in Hamburg zum Gewinn des WBO-Weltmeistertitels im Halbschwergewicht. Michalczewski war Talhamis neunter Weltmeister seiner Trainerlaufbahn. Nach Michalczewskis Kampf gegen Graciano Rocchigiani im August 1996 kam es zwischen Talhami und Universum im Streit zur Trennung. 1997 kehrte er nach Florida zurück und war dort im Gerrits Leprechaun Gym wieder als Trainer tätig. Talhami arbeitete als Boxtrainer auch in weiteren Ländern, darunter Argentinien, Kanada, Australien und Neuseeland. Im Sommer 2003 wurde er wieder vom Boxstall Universum als Trainer verpflichtet und arbeitete bis 2006 für die Hamburger.
2015 wurde Talhami, der im Alter von 78 Jahren starb, posthum in die Box-Ruhmeshalle des US-Bundesstaates Florida aufgenommen.